# Heteroprox

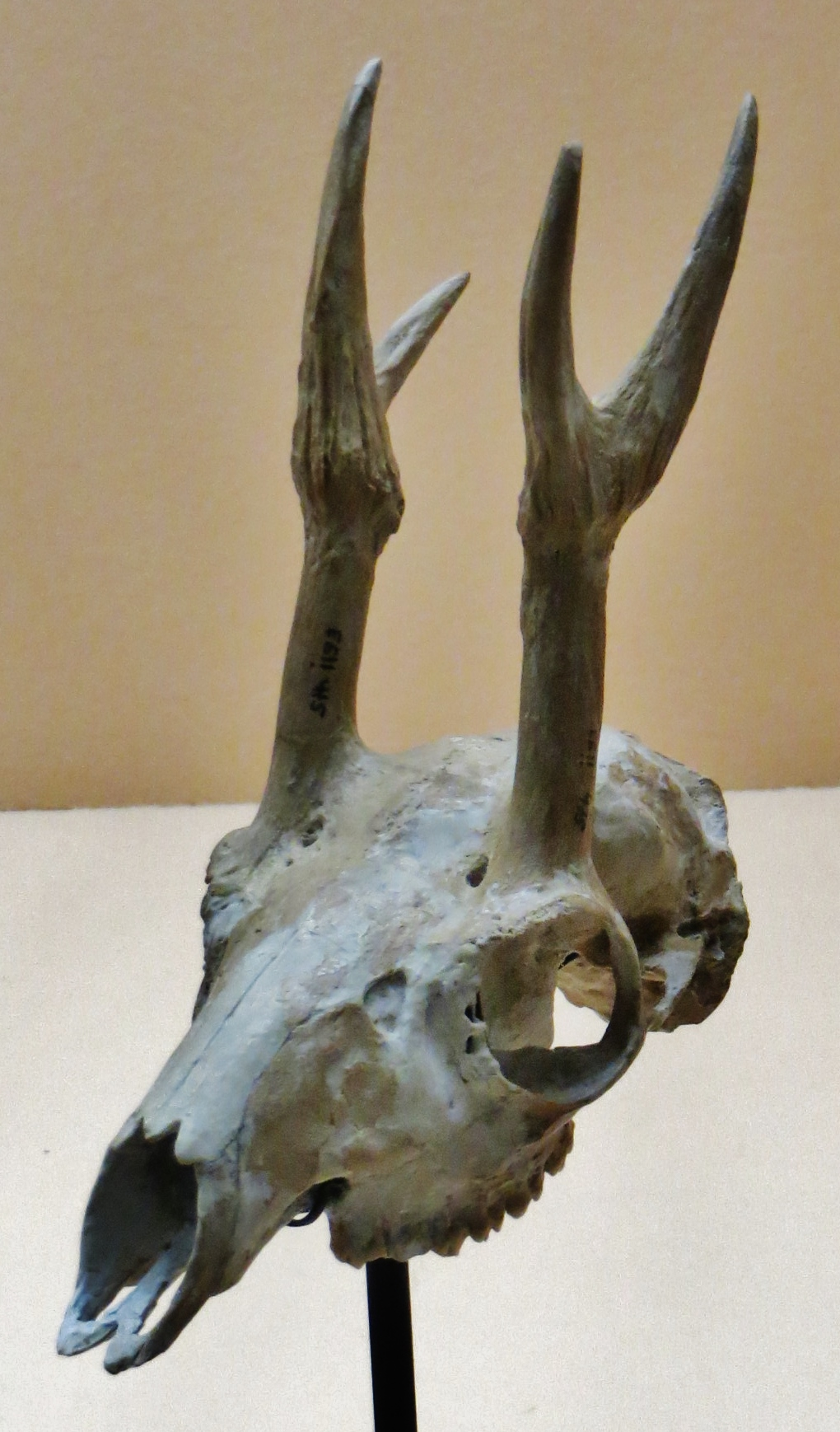
Cráneo de Heteroprox larteti.

Heteroprox es un género extinto perteneciente al orden Artiodactyla y que pobló Europa durante el Mioceno. El tamaño de los ejemplares pertenecientes a este género era ligeramente mayor que los pertenecientes a Procervulus. Las astas eran cáducas y presentaban un surco en los metatarsos.